# Alfonic
Créée par le linguiste André Martinet (1908-1999), la notation alfonic destinée au français s'est d’abord appelée graphie phonologique Martinet (GPM). alfonic est la forme abrégée de « alphabet phonique » écrite en alfonic.

## Présentation
Conçu par André Martinet dans les années 1970, l’alfonic propose une notation dans laquelle une lettre unique est attribuée à chaque phonème du français[Information douteuse]. La plupart des lettres ayant en alfonic la valeur qu’elles ont d’ordinaire, bien des mots s’écrivent de la même façon en orthographe usuelle qu'en notation alfonic.
L’alfonic a été mis au point pour le français, et réellement testé avec succès dans des écoles[réf. nécessaire], pour offrir à de jeunes apprenants, inhibés par la crainte de faire des fautes, un outil leur donnant le moyen de surmonter cette crainte et de laisser libre cours à leur expression.
Les changements principaux par rapport à l’orthographe sont :
- c=k, h=ch, w=ou et x=eu ;
- e=é ;
- les voyelles nasalisées sont surmontées d’un tréma : äardi=enhardi ;
- i correspond à [i] de l’API et le plus souvent à [ j] de l’API : liö=lion (=[ljɔ̃] en API) — selon les conseils d’A. Martinet (A265) ;
- y est utilisé dans le groupe ny=gn (=[ ɲ] en API) : onyö=ognon (=[ɔ.ɲɔ̃ ] en API ; et pour noter une « franche » consonne : abey=abeille (=[a.bɛj] en API) ;
- le « e muet prononcé » ne se distingue pas graphiquement de eu en alfonic :  x correspond à la fois à [œ], [ø] et [ə] de l’API : däjxrx= dangereux (=[dɑ̃.ʒə.ʁø] en API) ;

avec deux évolutions possibles :
- x=eu a été remplacé par œ=eu, tandis que le e caduc [ə] n'est quant à lui pas marqué ou signalé par une simple apostrophe, ainsi dans l'ouvrage de François-Xavier Nève indiqué en bibliographie : dãjœrœ (prononciation en lecture à voix haute d'un poème) ou plutôt, en prononciation courante, dãj'rœ ou dãjrœ=dangereux (=[dɑ̃.ʒə.ʁø] en API) ;
- on a utilisé le tilde à la place du tréma : äardi=enhardi remplacé par ãardi=enhardi ; onyö=ognon remplacé par oñö=ognon

## Exemples
- Transcrite en alfonic d’après le Dictionnaire de l’orthographe alfonic (voir la Bibliographie), la célèbre dictée de Mérimée devient :

« 
pwr  parle sä z-äbiguite, sx dine a së t-adrès, pre du avr, malgre le z-efluv äbome dx la mèr, malgre le vë dx tre bö cru, le cuiso dx vo e le cuiso dx hxvrxy prodige par l äfitriyö, fu t-ë vre gepie.
cel ce  swa, celc egzigu c è pu parètr, a cote dx la som du, le z-ar c etè säse avwar done la dwèrièr e lx  margiye, il etè infam d ä vwlwar, pwr sxla, a se fuzilie jumo e malbati, e dx lxr ëflije un racle, alor c il nx söjè c a prädr de rafrèhismä avèc lxr corxlijionèr. cwa c il ä swa, s e  bië n-a tor cx la dwèrièr, par ẍ cötrxsäs egzorbitä, s e lese ätrene a prädr ẍ rato e c èl s e cru oblije dx frape l egzijä margiye sur sö n-omoplatx vieyi.
dx z-alveol fur brize ; unx dizätri sx declara suivi d unx ftizi e l ëbesilite du malxrx s acru.
« par së t-ipolit, cel emoraji ! » s ecria sx belitr.
a set evènmä, sezisä sö gwpiyö, ridicul  ecsedä dx bagaj, il la pwrsui dä l egliz tw t-ätièr. »
— prospèr merime